# Parto secreto

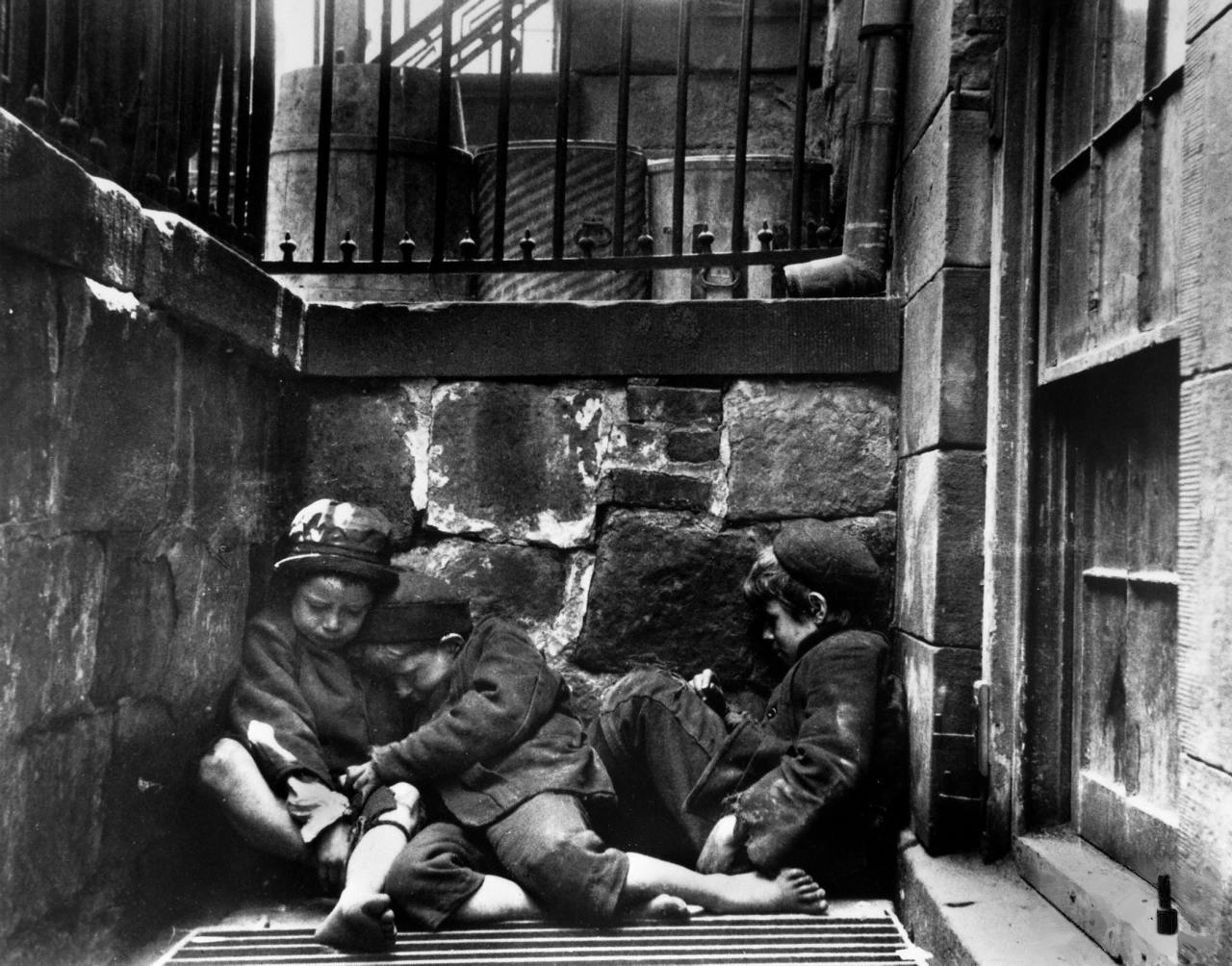
En su origen la institución legal llamada parto secreto trataba de evitar el infanticidio, el aborto y el abandono de menores. Niños durmiendo en Mulberry Street - Fotografía de Jacob Riis en Nueva York, (1890)

El parto secreto o parto anónimo, en los ordenamientos jurídicos en los que la ley lo permite, es una institución legal (que en ocasiones funciona como ficción jurídica) que permite a la madre permanecer en el anonimato tras el parto si opta por acogerse a ese derecho. El parto secreto tiene como consecuencia más relevante la ocultación de la identidad de la madre biológica (y por tanto del padre), rompiéndose para siempre, y sin que en principio pueda ser recuperado, cualquier vínculo jurídico o social entre el recién nacido y su familia biológica. El parto secreto es por tanto una forma institucionalizada y legal de abandono de menores. Como norma general los bebés nacidos de un parto anónimo son transferidos por las autoridades a otra familia de adopción.
La legislación de cada país que contempla esta institución legal ordena de manera distinta el procedimiento del parto anónimo, que de ordinario no exige que la madre justifique su decisión. También son diferentes son los motivos que cada país tiene para mantener (o no) la legislación que autoriza el parto secreto.
El parto secreto tiene reconocimiento legal o es tolerado con diferentes variantes en varios países, como Francia, Italia, Luxemburgo, Austria, Alemania, Chequia, Túnez, Marruecos, Argelia o Rusia. En todo caso ha de tenerse en cuenta que cada estado legisla la filiación de manera particular y la regulación del acceso a la información sobre los orígenes de la persona es cambiante.
Existe una amplia controversia sobre la pertinencia del parto secreto no sólo entre los juristas, sino también entre los interesados en la defensa de la infancia y de los derechos humanos, con partidarios y detractores tanto en los países donde está autorizado como en los que no está legalizado.

## Diferencia con otras formas legales de abandono de menores
El parto secreto no debe confundirse con la posibilidad de no reconocimiento del nacido, que permite a la madre, allí donde es legal hacerlo, no reconocer al recién nacido, sin que por ello su identidad quede oculta a efectos de que el nacido, normalmente a partir de su mayoría de edad, pueda conocer la identidad de la madre con posterioridad si así lo solicitase. De manera general, la principal diferencia entre el parto secreto y el desconocimiento es, por tanto, que en el primer caso el anonimato de la madre queda protegido por ley para siempre, mientras que en el segundo caso la identidad de la madre puede ser averiguada con posterioridad por el nacido, quien tiene derecho a conocer lo que se suele denominar verdad biológica (es decir, de qué dos personas procede su código genético).
Por otro lado es importante destacar que la institución legal del parto secreto no es una forma moderna del antiguo sistema de inclusas, conocido modernamente como baby hatch. El sistema de inclusas no presupone asistencia médica a la parturienta, puesto que en aquellos países que no reconocen el parto secreto como institución de derecho el personal sanitario tiene el deber legal de notificar la identidad de la progenitora. En el sistema de inclusas la madre (o quien proceda) simplemente deposita el bebé en un lugar seguro donde es inmediatamente recogido por el personal encargado. La particularidad del parto secreto legal es que puede realizarse bajo supervisión médica, puesto que el personal sanitario no tiene el deber legal de notificar la identidad de la progenitora. El parto secreto es aceptado tanto en países que toleran los baby hatches como en los que no se emplea esta modalidad de abandono de recién nacidos, y viceversa.

## Orígenes y finalidades de la institución legal
Debido al sistema de reproducción sexual de la especie humana, en la que la maternidad biológica es un hecho evidente en razón de la previa gestación y del parto mismo, los ordenamientos jurídicos occidentales se han regido generalmente por el principio «mater semper certa est», es decir, la madre siempre es conocida, principio que para determinar la filiación actúa como presunción jurídica iuris et de iure (es decir, que no admite prueba en contra). Por tanto la determinación de la identidad de la madre no resulta problemática, algo que por razones evidentes no ocurre con la identidad del padre.
Sin embargo en los estados donde la ley permite la institución del parto secreto o que contemplan disposiciones cuyas consecuencias sobre el anonimato de la madre son equivalentes se otorga a la madre la posibilidad legal de evitar las consecuencias de la presunción mater semprer certa est.
Los orígenes de esta práctica se remontan a Francia, en la época de Vicente de Paul, en el siglo XVII, quien ideó la práctica de permitir el abandono de recién nacidos en las iglesias para evitar abortos, infanticidios y el abandono descontrolado de menores. El derecho al parto secreto fue reconocido oficialmente por el Estado francés en una ley de 1793 durante la Revolución, fue abolido en 1902 y vuelto a incorporar mediante la ley administrativa del 2/9/1941, en tiempos del gobierno de Vichy, incorporándose definitivamente al sistema legal en enero de 1993.

## Elparto secretoen Francia
La legislación por excelencia del parto secreto es la francesa, donde se denomina parto bajo X (accouchement sous X), y desde el punto de vista legal funciona como una ficción jurídica que permite considerar que una mujer no ha dado a luz si la madre opta por acogerse a ese derecho. La ley francesa prevé, bajo unas condiciones muy estrictas, levantar el secreto de la identidad de la madre.

### Historia
La regla de derecho romano Mater semper certa est no fue traspasada al derecho francés, existiendo una antigua tradición de abandono regulado de recién nacidos con el objetivo de ofrecer una alternativa a los abortos, prohibidos por la Iglesia católica. El origen de esa práctica se remonta a la época de Vicente de Paul, que introdujo el uso de expósitos situados en los muros de los orfanatos, donde la mujer depositaba al niño. Vicente de Paul creó la œuvre des Enfants trouvés en 1638. Tenía como objetivo luchar contra el infanticidio, los abortos y los abandonos.
La regulación del parto con abandono secreto fue obra de la Convención Nacional, que aprobó el decreto de 28 de junio de 1793, y que respecto de las parturientas consagraba el más inviolable de los secretos. El sistema de abandono de Vicente de Paul fue suprimido por una ley de 27 de junio de 1904 que instauraba el sistema de «establecimiento abierto» (abierto día y noche para permitir a la mujer depositar de manera secreta un niño sin revelar su identidad indicando, eso sí, las consecuencias del abandono y ofreciéndole seguridad). La tradición de ayuda al parto secreto llevó al Gobierno de Vichy a adoptar la ley de 2 de septiembre de 1941 de protección de los nacimientos. Se reguló así el parto anónimo y la asistencia gratuita para la mujer encinta durante el mes anterior y posterior al parto en todos los establecimientos hospitalarios públicos susceptibles de dar los cuidados necesarios para su estado. El texto fue derogado por los decretos de 29 de noviembre de 1953 y de 7 de enero de 1959, siendo modificado en 1986 y después por la ley del 8 de enero de 1993 y finalmente por la ley de 22 de enero de 2002

### Textos legales
El parto secreto en Francia se regula, esencialmente, en tres preceptos legales:

En el momento del parto la madre puede solicitar que sea preservado el secreto de su admisión y de su identidad (Artículo 326 del Código Civil francés)

Toda mujer que demande en el momento del parto la preservación del secreto de su admisión y de su identidad en un establecimiento sanitario será informada de las consecuencias de legales de tal solicitud y la importancia que tiene para toda persona conocer su historia y orígenes. Será invitada a ofrecer, si ella quiere, detalles sobre la salud del padre, lor orígenes del niño y las circunstancias de su nacimiento y, en sobre cerrado mediante plica, su identidad. Será informada de que tiene la posibilidad de levantar el secreto cuando quiera y que su identidad no será revelada en cumplimiento de artículo L147-6. Será igualmente informada que en todo momento puede dejar su identidad en sobre cerrado mediante plica o completar los datos que ha dado en el momento del nacimiento. Los nombres otorgados al niño y, de ser el caso, que han sido puestos por la madre, así como el sexo del niño, la fecha, el lugar y la hora del nacimiento serán mencionados en el exterior del sobre. Tales trámites serán completados por las personas mencionadas en el artículo L223-7 bajo la responsabilidad del director del establecimiento de salud. En su defecto, se llevan a cabo bajo responsabilidad del director.

Los gastos de alojamiento y parto (...) serán sufragados por el Servicio de Ayuda Social a la Infancia del departamento que sea sede del establecimiento.
A petición suya o con su consentimiento, las mujeres mencionadas en el primer párrafo tendrán apoyo psicológico y social del Servicio de Ayuda Social a la Infancia de los Servicios Sociales.
A los efectos de los dos primeros párrafos, no se requiere la identificación y no habrá ninguna investigación.

Los gastos de alojamiento y entrega en una institución pública o privada de las mujeres que, sin buscar el secreto de su identidad, destinan a sus hijos a la adopción también son compatibles con el Servicio de Ayuda Social a la Infancia de los Servicios Sociales del departamento que sea sede del establecimiento. (Artículo L222-6 Code de l'action sociale et des familles).

Si el padre y la madre del niño, o uno de ellos, no fueran designados al oficial del Registro Civil, no se hará mención alguna en los registros. Los nombres del niño serán elegidos por su padre y su madre. La mujer que solicite mantener en secreto su identidad en el momento del parto puede dar a conocer los nombres que desea que se impongan al niño. En su defecto o cuando los progenitores de éste no sean conocidos, el oficial del Registro Civil elegirá tres nombres, el último de los cuales servirá de apellido del niño. (Artículo 56 del código Civil Francés.)

La ley del 22 de enero de 2002 añadió al Código Civil el siguiente inciso en el artículo 62-1:

Si la transcripción del reconocimiento paternal resultara imposible debido al secreto sobre su identidad mantenido por la madre, el padre podrá informar de ello al Fiscal. Este último se encargará de buscar la fecha y el lugar de establecimiento de la partida de nacimiento del hijo. (Artículo 62-1 del código civil francés.)

## Elparto secretoen España
El equivalente al parto anónimo no tiene reconocimiento legal en España desde el año 1999. Con anterioridad a esa fecha, y sin que recibiera tal denominación, era posible ocultar la identidad de la madre tras el parto, en aplicación de una interpretación de la Ley del Registro Civil de 1957 y el Reglamento del Registro Civil de 1958. El artículo 167 del Decreto de 14 de noviembre de 1958 que ordenaba la aplicación de la Ley del Registro Civil decía que:

El parte o declaración de los profesionales y personal de establecimientos sanitarios que tengan obligación de guardar secreto no se referirá a la madre contra su voluntad.

mientras que el artículo 47 de la Ley del Registro Civil establecía que:

En la inscripción de nacimiento constará la filiación materna siempre que en ella coincidan la declaración y el parte o comprobación reglamentaria.

Esta normativa permitía que el nacido fuera inscrito en el registro sin que constara la identidad de la madre, entregándose el hijo así en acogimiento y adopción, lo que consagraba de facto en España una regulación equivalente a la del parto anónimo. Sin embargo una sentencia de la sala primera del Tribunal Supremo de 21 de septiembre de 1999 estableció (en su Fundamento de Derecho 5.º) que

el artículo 47 I de la Ley de Registro Civil de 8 de junio de 1957, (y sus concordantes) están derogados por inconstitucionalidad sobrevenida, en el particular, que permite interpretaciones reglamentarias que hagan depender de la voluntad de la madre, la circunstancia registral de la maternidad. En consecuencia se consideran inaplicables, por derogación de la cobertura legal, en el mismo sentido, los artículos 167 y 187 del Reglamento.

La sentencia acomoda la legislación registral y civil a la constitución española de 1978, posterior a esa normativa, al hacer prevalecer los artículos referidos al principio constitucional de igualdad y de investigación libre de la paternidad, consagrando la identidad entre filiación legal y filiación biológica así como el derecho a conocer la ascendencia biológica. Según la sentencia citada:

Nos encontramos, por ello, ante una regulación normativa registral anterior a la Constitución, que posibilita la ocultación de la identidad de la madre biológica, por su propia decisión, confirmada por los desarrollos reglamentarios posteriores a 1978 (...) Sin embargo, en la actualidad, y tras la vigencia de la Constitución de 1978 entendemos que tal limitación, elusiva de la constancia clínica de la identidad de la madre, ha quedado derogada por su manifiesta oposición a lo en ella establecido, y no debe ser aplicada por los Jueces y Tribunales (...) siendo nulos, por ende, los actos producidos bajo su cobertura [por] erosionar gravemente el artículo 10 de la Constitución Española. La coincidencia entre filiación legal y paternidad y maternidad biológica deben ser totales. (...) En líneas generales la regulación reglamentaria del Registro Civil supone una contradicción con el principio constitucional de igualdad e investigación libre de la paternidad, al situar a la madre biológica en situación relevante frente al padre, e incluso frente al mismo hijo, ya que al padre se le puede imponer coactivamente la paternidad, en tanto que la madre, que puede determinar libremente si va a continuar la gestación o cortar por completo sus relaciones con la persona nacida, tiene el camino despejado para eludir sus obligaciones (...) de manera, que cabe hablar del derecho de las personas a conocer su herencia genética (sic).

Por tanto, en la inscripción registral del nacido, y en los términos y plazos que establece la legislación española, debe constar en todo caso la identidad de la madre si esta es conocida. Lo que significa que en España es legalmente imposible el parto anónimo, y han sido declarados nulos los actos habidos bajo la cobertura legal anterior.
Cabe señalar que la sentencia del Tribunal Supremo no ha sido acogida sin cierta polémica. Se da la circunstancia de que en el mismo año en que en España se hacía imposible salvaguardar el anonimato de la madre, otra sentencia, en este caso del Tribunal Constitucional, confirmaba la constitucionalidad del anonimato en el caso del donante de gametos que se recogía en la Ley 14/2006, de 26 de mayo, sobre técnicas de reproducción humana asistida, que a su vez, paradójicamente, hacía imposible la gestación subrogada, al considerar, en su artículo 10 que:

...será nulo de pleno derecho el contrato por el que se convenga la gestación, con o sin precio, a cargo de una mujer que renuncia a la filiación materna a favor del contratante o de un tercero... la filiación de los hijos nacidos por gestación de sustitución será determinada por el parto.

Respecto a esa paradoja, el catedrático de Derecho Civil Ramón Duran Rivacoba observa que «la puesta en contraste de estas soluciones [la imposibilidad del parto anónimo, el anonimato de los donantes de esperma y la prohibición de la gestación subrogada] permite constatar que la madre, que contaba con medidas de apoyo en concretas situaciones que pudieran poner en riesgo la vida del hijo, las pierde; mientras el padre que, a partir de la reforma del año 1981 que impuso la libertad de investigación de la paternidad, había perdido sus antiguos privilegios, se ve beneficiado de la misma dispensa que ahora se niega para la madre.»

## Controversia: el casoOdièvre contra Francia
La principal controversia que supone la legalización del parto secreto se centra en que éste imposibilita al nacido conocer la verdad biológica, es decir, la identidad de sus padres biológicos, lo que, según algunos académicos, contravendría el artículo 8.1 de la Convención sobre los Derechos del Niño en aquellos países que lo hubieran suscrito, que establece que:

Los Estados Partes se comprometen a respetar el derecho del niño a preservar su identidad, incluidos la nacionalidad, el nombre y las relaciones familiares de conformidad con la ley sin injerencias ilícitas.

La legislación francesa sobre el parto secreto fue denunciada ante el Tribunal de Derechos Humanos de Estrasburgo (el llamado Caso Odièvre contra Francia) por una mujer (Odièvre), nacida de un parto anónimo. La denunciante alegaba que la denegación por parte de la administración de la documentación donde constaba la identidad su madre biológica (Odièvre había sido adoptada legalmente con posterioridad al parto anónimo) atentaba contra su vida privada, así como contra su vida familiar. La demandante señalaba que

[en Francia] se puede hacer como si la madre no existiera mientras que en la mayor parte de los países del mundo el nacimiento constituye automáticamente un vínculo de filiación entre la madre y el hijo que ha traído al mundo. Debido a una ficción jurídica y porque ha solicitado expresamente el anonimato, se considera que su madre nunca parió. La demandante describe su dificultad para vivir en la ignorancia de su identidad original y denuncia una injerencia arbitraria en su vida de ciudadana por la fijación del secreto, y también por la omisión errónea de las autoridades internas debido a la negativa a levantar el secreto cuando las informaciones solicitadas figuran en su expediente (apartado 30 de la sentencia)

Para conocer el alcance de la sentencia del Tribunal de Estrasburgo es necesario tener en cuenta otra sentencia anterior del mismo tribunal (caso Gaskin, sentencia de 7 de julio de 1989, TEDH, EDJ 1989/12019) en el que un ciudadano británico (Graham Gaskin) denunciaba que las autoridades de su país por no permitirle acceder a su expediente para conocer la identidad de sus padres.
El tribunal sentenció a favor de Graham Gaskin, pero en contra de Odièvre. En el caso Gaskin el Tribunal estableció que

(...) en opinión del Tribunal, las personas en la misma situación que el solicitante tienen un interés vital, protegido por la Convención, en recibir la información necesaria para conocer y entender su infancia y desarrollo temprano. Bajo este último aspecto, un sistema como el inglés, que hace depender el acceso a los registros del consentimiento del registrante, puede ser considerado, en principio, compatible con las obligaciones bajo el artículo 8, teniendo en cuenta el margen de apreciación del Estado. Sin embargo, el Tribunal considera que bajo un sistema de este tipo los intereses del individuo que pretende acceder a sus archivos referentes a su vida privada y familiar debe ser garantizado cuando alguno de los que hubieren contribuido a los expedientes no pudiese ser localizado o rehusase de manera impropia su consentimiento.

Por otro lado, en el caso Odièvre, la sentencia señala expresamente las diferencias con el caso anterior:

La cuestión del acceso a sus orígenes y del conocimiento de la identidad de sus padres biológicos, no es de igual naturaleza que la del acceso al expediente personal sobre un niño acogido o la de la búsqueda de pruebas de una paternidad solicitada. El Tribunal se encuentra en este caso ante una persona dotada de una filiación adoptiva que busca otra persona, su madre biológica, y que la abandonó al nacer y que solicitó expresamente el secreto de dicho nacimiento.

Es decir, el Tribunal aprecia que en el caso Odièvre se da una colisión de derechos entre la madre y el hijo, colisión que no se aprecia en el caso Gaskin:

La expresión “toda persona” del artículo 8 del Convenio se aplica tanto al niño como a la madre. (...) Por otro lado, no se puede negar el interés de una mujer en conservar su anonimato para proteger su salud dando a luz en condiciones médicas adecuadas. En el presente caso la madre de la demandante nunca visitó en la clínica al bebé y por lo visto se separó de él con una indiferencia absoluta y no se alega que posteriormente expresara el menor deseo de conocer a su hija: no corresponde al Tribunal juzgar esta actitud, sino solamente hacerla constar. El Tribunal se encuentra en esta caso en presencia de dos intereses privados difícilmente conciliables, que afectan por otro lado no a un adulto y a un niño sino a dos adultos que gozan cada uno de autonomía de su voluntad.

Ya en términos generales, y respecto de la pertinencia o no de la legislación francesa sobre el parto anónimo, el Tribunal establece que existen razones de interés público para aceptar tal institución jurídica:

El interés general tampoco está ausente en la medida en que la ley Francesa se inscribe, desde hace tiempo, en el deseo de proteger la salud de la madre y del hijo durante el embarazo y del parto, y de evitar los abortos, en concreto los abortos clandestinos o los abandonos salvajes. El derecho al respeto a la vida, valor superior garantizado por el Convenio, no es de esta forma ajeno a los fines que persigue el sistema francés.